# Jessica Tuchman Mathews
Pour les articles homonymes, voir Tuchman.
Jessica T. Mathews, née en 1946, est présidente de la Fondation Carnegie pour la paix internationale entre 1997 et 2015.

## Biographie
Jessica Tuchman est née le 4 juillet 1946. Elle est la fille de Barbara W. Tuchman née Wertheim et de Lester Tuchman. Barbara Tuchman est une historienne et lauréate du prix Pulitzer et Lester Tuchman est un chercheur et professeur de médecine clinique au Mount Sinai School of Medicine.

### Études
Elle étudie au Radcliffe College de 1963 à 1967, où elle obtient un Bachelor of Arts (A.B.) avec la mention  magna cum laude en 1967. Elle poursuit des études en biologie moléculaire du  California Institute of Technology de 1968 à 1973, obtenant son doctorat (Ph.D.) en 1973.

#### Activités
De 1977 à 1979, elle est directrice du Bureau des questions mondiales du Conseil de sécurité nationale, où elle s'occupe de la prolifération nucléaire, de la politique de vente d'armes conventionnelles, de la guerre chimique et biologique et des droits de l'homme.
Mathews siège au comité de rédaction du Washington Post de 1980 à 1982, où elle couvre les questions d'énergie, d'environnement, de science, de technologie, de contrôle des armements, de santé.
Elle est devient ensuite chroniqueuse hebdomadaire pour le Washington Post.
De 1982 à 1993, Mathews elle est vice-présidente fondatrice et directrice de recherche du World Resources Institute, un centre de recherche politique sur les questions environnementales et de gestion des ressources naturelles.
En 1993, elle revient au gouvernement en tant qu'adjointe du sous-secrétaire d'État aux affaires mondiales.
Elle est membre du comité de direction du groupe Bilderberg.
En septembre 2012, elle est nommée membre de l'Harvard Corporation.

#### Famille
Elle se fiance à Colin Mathews en décembre 1977,, avant de l'épouser le 25 février 1978.